# Neuse Forest, North Carolina
Neuse Forest, North Carolina (енгл. Neuse Forest) насељено је место без административног статуса у америчкој савезној држави Северна Каролина.

## Демографија
По попису из 2010. године број становника је 2.005, што је 579 (40,6%) становника више него 2000. године.
| Група             | 2000.         | 2010.         |
| Белци             | 1.271 (89,1%) | 1.646 (82,1%) |
| Афроамериканци    | 91 (6,4%)     | 133 (6,6%)    |
| Азијати           | 25 (1,8%)     | 58 (2,9%)     |
| Хиспаноамериканци | 22 (1,5%)     | 109 (5,4%)    |
| Укупно            | 1.426         | 2.005         |